# گیاه برای پاکستان
طرح «گیاه برای پاکستان» (Plant4Pakistan) که با نام «سونامی ۱۰ میلیارد درخت» نیز شناخته می‌شود، یک پروژه پنج ساله برای کاشت ۱۰ میلیارد درخت در سراسر پاکستان از سال ۲۰۱۸ تا ۲۰۲۳ بود. نخست‌وزیر عمران خان این پویش را در ۲ سپتامبر ۲۰۱۸ با کاشت تقریباً ۱٫۵ میلیون درخت در روز اول آغاز کرد.
این برنامه پس از توقف موقت در سال ۲۰۲۰ به دنبال همه‌گیری کووید-۱۹ در پاکستان، تعداد کارگران خود را سه برابر کرد و به ۶۳۶۰۰ نفر رساند. هدف این کار، استخدام افرادی بود که به دلیل پیامدهای اقتصادی ناشی از همه‌گیری بیکار شده بودند.
بیشتر کارها که روزانه بین ۵۰۰ تا ۸۰۰ روپیه (۳ تا ۵ دلار آمریکا) درآمد داشت، در مناطق روستایی انجام می‌شد و مردم نهالستان‌هایی برپا می‌کردند، نهال می‌کاشتند و به عنوان نگهبان جنگل خدمت می‌کردند. به این طرح ۷٫۵ میلیارد روپیه (۴۶ میلیون دلار) بودجه اختصاص داده شد. نهال‌هایی که در طول این برنامه کاشته شدند شامل توت، اقاقیا، مورینگا و سایر گونه‌های بومی بودند.

## تاریخچه
سونامی یک میلیارد درخت، یک طرح بزرگ جنگل‌کاری بود که در سال ۲۰۱۴، توسط دولت خیبر پختونخوا در پاکستان آغاز شد. هدف این طرح، کاشت یک میلیارد درخت در ۳۵۰۰۰ هکتار از جنگل‌های تخریب‌شده و زمین‌های بایر بود. موفقیت این برنامه به سرعت مورد توجه بین‌المللی قرار گرفت و سازمان‌هایی مانند چالش بن، بانک جهانی و اتحادیه بین‌المللی حفاظت از طبیعت (آی‌یوسی‌ان) تأثیر زیست‌محیطی آن را ستودند.
با الهام از پروژه اصلی، نخست‌وزیر عمران خان در سال ۲۰۱۸ تلاش مشابه و در مقیاس بزرگتری به نام سونامی ۱۰ میلیارد درخت را آغاز کرد. این طرح با هدف جنگل‌کاری یک میلیون هکتار در سراسر پاکستان اجرا شد.

## گرمایش جهانی در پاکستان
در حالی که اقتصاد پاکستان از نظر انتشار گازهای گلخانه‌ای در رتبه ۱۳۵ قرار دارد، بر اساس گزارش سالانه شاخص جهانی خطر اقلیم (انگلیسی: Global Climate Risk Index) سازمان جرمن‌واچ، این کشور در میان ده کشور اول جهان است که تحت تأثیر گرمایش جهانی قرار گرفته‌اند. این گزارش، پاکستان را در رتبه هشتم در میان کشورهایی قرار می‌دهد که بیشترین خطر تغییرات اقلیمی را دارند. از نوامبر ۲۰۲۱، لاهور از نظر آلودگی هوا رتبه اول جهان را دارد. شهرهای بزرگ، از جمله کراچی و اسلام‌آباد، در قرن بیست و یکم موج‌های شدید گرمایی و سطح بالایی از آلودگی را تجربه کرده‌اند.
پاکستان در مرزهای خود بوم‌سازگان‌های متنوعی از جمله دریای عرب، چندین بیابان و رودخانه اصلی و بیش از هفت هزار یخچال طبیعی دارد. پاکستان همچنین در محل تلاقی سه رشته کوه بزرگ هندوکش، هیمالیا و قراقروم جای دارد. مناطقی مانند استان سند به دلیل ذوب شدن یخچال‌های طبیعی و فوران دریاچه‌های یخچالی در معرض خطر فزاینده سیل هستند، ضمن اینکه به سبب فصل خشک و گرم‌تر، در معرض پدیده خشکسالی نیز قرار دارند. تهدیداتی مانند طوفان‌ها نیز تهدید روبه‌رشدی را برای جمعیت‌های باز ایجاد می‌کنند.

## سیستم «مناطق امن»
جدا از کاشت درخت، دولت پاکستان اقدامات سازگار با محیط زیست دیگری، از جمله افزایش تعداد مناطق حفاظت شده، نیز انجام داده است. تا دسامبر ۲۰۲۲، ۳۹۸ منطقه حفاظت از حیات وحش در پاکستان وجود داشت. از این تعداد، ۳۱ مورد وضعیت پارک ملی داشتند. کل مساحت زمین‌های حفاظت‌شده تا سال ۲۰۲۰، ۱۳ درصد از مساحت پاکستان را تشکیل می‌داد و دولت پاکستان اعلام کرد که قصد دارد این میزان را تا سال ۲۰۲۳ به ۱۵ درصد افزایش دهد.
یک آکادمی پارک ملی برای پارک‌های ملی زیارت و بلوچستان برنامه‌ریزی شده بود که در آن، به جوانان پس از آموزش‌های ویژه شغل داده می‌شد و قرار بود حداقل ۵۰۰۰ جوان در آن مشغول به کار شوند.

## ارجاعات
1. ↑  Gul, Ayaz. "Pakistan to Plant '10 Billion Trees'". VOA (به انگلیسی). Retrieved 2018-09-15.
2. ↑  "'Plant for Pakistan' campaign kicks off across the country | The Express Tribune". The Express Tribune (به انگلیسی). 2018-09-01. Retrieved 2018-09-15.
3. ↑  "Pakistan Hires Thousands of Newly-Unemployed Laborers for Ambitious 10 Billion Tree-Planting Initiative". Good News Network (به انگلیسی). 30 April 2020. Retrieved 2 May 2020.
4. ↑  "Pakistan's virus-idled workers hired to plant trees". www.aljazeera.com (به انگلیسی). Retrieved 30 April 2020..
5. ↑  Eckstein, David, et al. "Global climate risk index 2020." (PDF) Germanwatch (2019).
6. ↑  "Lahore Air Quality Index (AQI) and Pakistan Air Pollution | AirVisual".
7. ↑  "Pakistan: 'Find a solution,' say Lahore residents choking in smog". www.aljazeera.com.
8. ↑  "Hazy Lahore declared most polluted city in the world". 2 November 2021.
9. ↑  Haider, Kamran; Anis, Khurrum (24 June 2015). "Heat Wave Death Toll Rises to 2,000 in Pakistan's Financial Hub". Bloomberg News. Retrieved 3 August 2015.
10. ↑  Kamal, Shahid (2018-04-02). "Quality of air in Islamabad declining". Dawn (به انگلیسی). Retrieved 2022-08-02.
11. 1 2  Craig, Tim (2016-08-12). "Pakistan has more glaciers than almost anywhere on Earth. But they are at risk". Washington Post (به انگلیسی). ISSN 0190-8286. Retrieved 2020-09-04. With 7,253 known glaciers, including 543 in the Chitral Valley, there is more glacial ice in Pakistan than anywhere on Earth outside the polar regions, according to various studies.
12. ↑  "ماحولیات کا عالمی دن: وزیراعظم عمران خان کا '10 بلین ٹری سونامی منصوبه، پاکستان کی ماحول دوست اقدامات کا عالمی سطح پر اعتراف". BBC Urdu. 3 June 2021.